# Bestie
"Bestie" é uma canção do cantor coreano-americano Jay Park de seu primeiro mini-álbum coreano, "Take a Deeper Look" (2011). Foi lançada mundialmente como single digital em 4 de outubro de 2010 no Bandcamp, no iTunes em 11 de outubro de 2010 e finalmente em diversos sites musicais coreanos em 26 de outubro de 2010 como álbum single digital. Uma versão em inglês e um remix em coreano da canção também foram lançados. O álbum single lançado na Coreia do Sul incluiu uma versão em coreano de "Bestie", uma versão remix em coreano e a canção "Speechless" por Jay Park e seu companheiro de equipe, Cha Cha Malone.

## Antecedentes
Park realizou a primeira apresentação da canção em 7 de agosto de 2010, no Summer Week & T Beach Festival, na praia Naksan, quase dois meses antes de seu lançamento oficial. Park também apresentou a versão em inglês de "Bestie" no ISA 2010 em Los Angeles.

## Lista de faixas
| Mundial        |                              |                |                |                |         |  |
| N.º            | Título                       | Letras         | Música         | Mixagem        | Duração |  |
| 1.             | "Bestie" (Versão em coreano) | Jay Park       | Cha Cha Malone | The Quiett     | 3:31    |  |
| Duração total: | Duração total:               | Duração total: | Duração total: | Duração total: | 3:31    |  |

| Mundial        |                             |                |                |                |         |  |
| N.º            | Título                      | Letras         | Música         | Mixagem        | Duração |  |
| 1.             | "Bestie" (Versão em inglês) | Jay Park       | Cha Cha Malone | The Quiett     | 3:31    |  |
| Duração total: | Duração total:              | Duração total: | Duração total: | Duração total: | 3:31    |  |

| Mundial        |                             |                |                |                |         |  |
| N.º            | Título                      | Letras         | Música         | Mixagem        | Duração |  |
| 1.             | "Bestie" (Remix em coreano) | Jay Park       | Cha Cha Malone | The Quiett     | 2:59    |  |
| Duração total: | Duração total:              | Duração total: | Duração total: | Duração total: | 2:59    |  |

| Coreia do Sul  |                                             |                |                |                |         |  |
| N.º            | Título                                      | Letras         | Música         | Mixagem        | Duração |  |
| 1.             | "베스티" (Bestie)(versão em coreano)        | Jay Park       | Cha Cha Malone | The Quiett     | 3:31    |  |
| 2.             | "스피치리스" (Speechless)                   | Cha Cha Malone | Cha Cha Malone | The Quiett     | 3:59    |  |
| 3.             | "베스티 (Remix)" (Bestie)(remix em coreano) | Jay Park       | Cha Cha Malone | The Quiett     | 2:59    |  |
| Duração total: | Duração total:                              | Duração total: | Duração total: | Duração total: | 10:29   |  |

## Créditos
- Jay Park - compositor, vocais
- Cha Cha Malone – produtor
- The Quiett – mixagem

Créditos adaptados do encarte de "Take a Deeper Look".

## Histórico de lançamento
| País          | Data                  | Formato          |
| ------------- | --------------------- | ---------------- |
| Mundial       | 4 de outubro de 2010  | Download digital |
| Mundial       | 11 de outubro de 2010 | Download digital |
| Coreia do Sul | 26 de outubro de 2010 | Download digital |